# Monastyr Cozia
Monastyr Cozia – prawosławny monastyr z końca XIV w., położony w Rumunii przy ważnym szlaku komunikacyjnym w przełomie rzeki Aluty w Karpatach, na Wołoszczyźnie. Jest jednym z najświetniejszych dzieł wołoskiej sztuki średniowiecznej. 
Ufundowany został przez hospodara Mirczę Starego (tutaj później pochowanego) – zbudowano go w latach 1386–1388. Kolejne etapy rozbudowy dokonywane były za panowania hospodarów Neagoe Basaraba (1517 – rozbudowa zabudowań klasztornych), Șerbana Cantacuzino oraz Konstantyna Brâncoveanu (1707 – dobudowa przedsionka cerkwi, rozbudowa monastyru). Wielokrotnie był oblegany i niszczony, m.in. w 1821, gdy schronili się tutaj walczący przeciwko Turkom uczestnicy greckiego ruchu narodowowyzwoleńczego Filiki Eteria, oraz podczas walk austriacko-rumuńskich w czasie I wojny światowej.

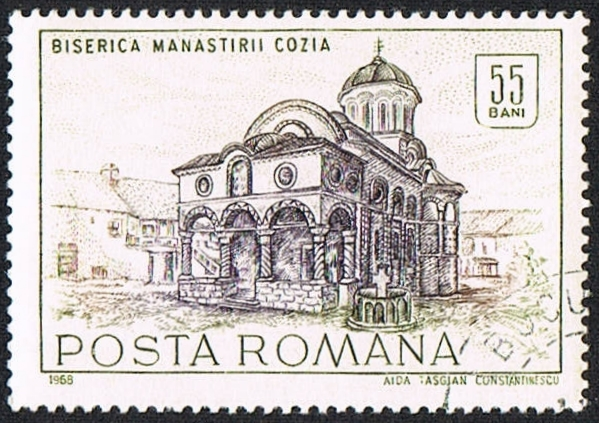
Klasztor Cozia, Posta Romana, 1968

Centrum kompleksu stanowi cerkiew zbudowana na planie trójkonchowym – prostokąta z apsydami we wschodniej części (od północy, południa i wschodu, półokrągłymi od wewnątrz, wielokątnymi od zewnątrz). Wnętrze cerkwi ozdobione jest malowidłami, niektóre z nich pochodzą jeszcze z XIV w. (wyróżnia się m.in. obraz wotywny przedstawiający fundatora). Nad kopułą wieńczącą nawę wznosi się wieża. Ściany cerkwi wykonane są z naprzemiennie układanych poziomych pasów kamienia i cegły, dodatkowo elewację dzielą dwa gzymsy. Od zachodu znajduje się osiemnastowieczny przedsionek arkadowy, z dekoracją malarską.
Obok cerkwi w zabudowaniach monastyru znajdują się dwie kaplice (oratorium hospodara Mihnei II z drugiej połowy XVI w. oraz kaplica Konstantyna Brâncoveanu z początku XVIII w. W pobliżu znajduje się cerkiew szpitalna (tzw. bolnița) z 1543, wyróżniająca się dobrze zachowanymi freskami we wnętrzach, przedstawiającymi m.in. Mirczę i jego synów.